# Галичица (национальный парк)
Га́личица (макед. Национален парк Галичица) — один из трёх национальных парков Северной Македонии. Расположен на территории общин Ресен и Охрид, между крупнейшими в Северной Македонии озерами Охридское и Преспа. Недалеко от национального парка находятся города Охрид и Ресен.
Территория на которой расположен парк охраняется государством с 1952 года, в 1958 году ей был присвоен статус национального парка. Площадь занимаемая парком составляет 22750 гектар. Самой высокой точкой парка является пик Магаро (2254 м)
Национальный парк Галичица особенно отличается богатством флоры, на данный момент на его территории найдено уже более 1000 видов растений, многие из которых являются эндемиками, исчезающими или редкими. 12 из них произрастает только в пределах и окрестностях территории парка.
На территории парка находится 18 деревень, из которых 14 (Елшани, Коньско, Трпейца, Любаништа, Пештани, Рача, Велество, Рамне, Шипокно, Лагадин, Долно Коньско, Исток, Елешец и Св. Стефан) относятся к Охридской общине, а остальные 4 (Отешево, Лескоец, Стенье и Конско) к Расенской. Общее количество населения, согласно переписи 2001 года, составляет примерно 5400 человек. Основные занятие местных жителей скотоводство и земледелие, а также оказание различных услуг туристам.